# Chemistry of Heterocyclic Compounds
Химия гетероциклических соединений (англ. Chemistry of Heterocyclic Compounds) — латвійський науковий рецензований журнал. Виходить з 1965 року. 
Журнал щомісяця публікує оригінальні статті, листи до редакції та огляди літератури з усіх питань хімії гетероциклічних сполук російською та англійською мовами. Регулярно виходять тематичні номери журналу. Російськомовна версія журналу видається в Ризі Латвійським інститутом органічного синтезу, англомовна — видавництвом «Springer».
Особливістю журналу є публікація оглядів літератури. Перші два огляди з'явилися в журналі в 1971 році, а з 1974 року вони почали друкуватися в кожному номері журналу. Частина оглядів згодом була опублікована у вигляді окремих книг.
Журнал «Chemistry of Heterocyclic Compounds» індексується і реферується Chemical Abstracts, Web of Science, Chemistry Citation Index, Reaction Citation Index, Science Citation Index, Science Citation Index Expanded (SciSearch), Scopus та іншими системами пошуку наукової інформації. Імпакт-фактор журналу в 2019 році — 1.519.

## Головні редактори
- 1965—1975 — Соломон Гіллер
- 1975—1985 — Яніс Страдиньш
- 1985—2009 — Едмунд Лукевиц
- 2010—2018 — Іварс Калвиньш
- 2019—2022 — Олександр Терентьєв
- 2022 — Дмитро Волочнюк